# Xylophanes katharinae
Xylophanes katharinae là một loài bướm đêm thuộc họ Sphingidae. Loài này có ở México.
Cá thể trưởng thành có lẽ mọc cánh quanh năm.
Ấu trùng có thể ăn các loài Rubiaceae và Malvaceae.